# Anemone halleri
Anemone halleri là một loài thực vật có hoa trong họ Mao lương. Loài này được All. mô tả khoa học đầu tiên năm 1785.

## Hình ảnh

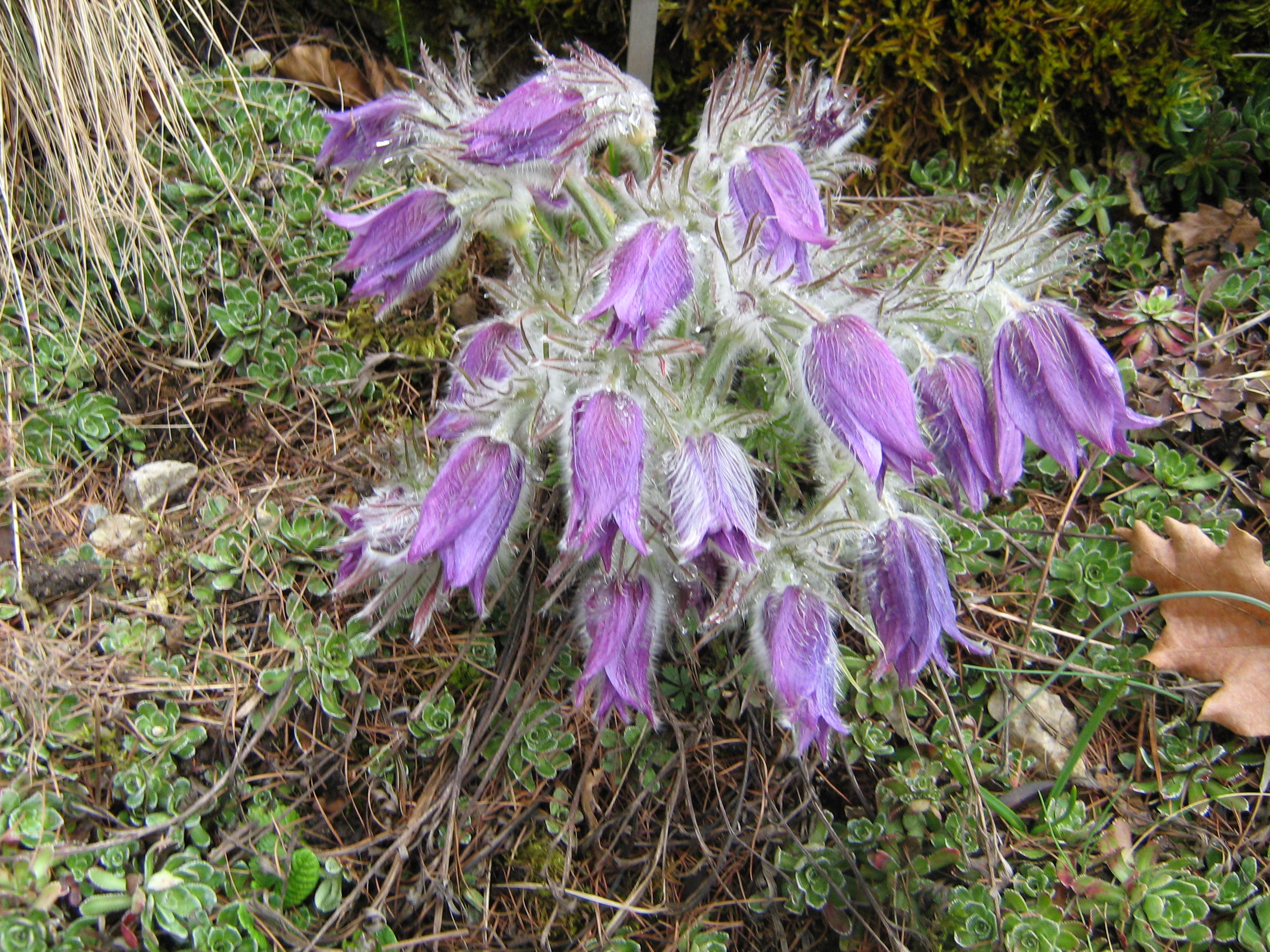
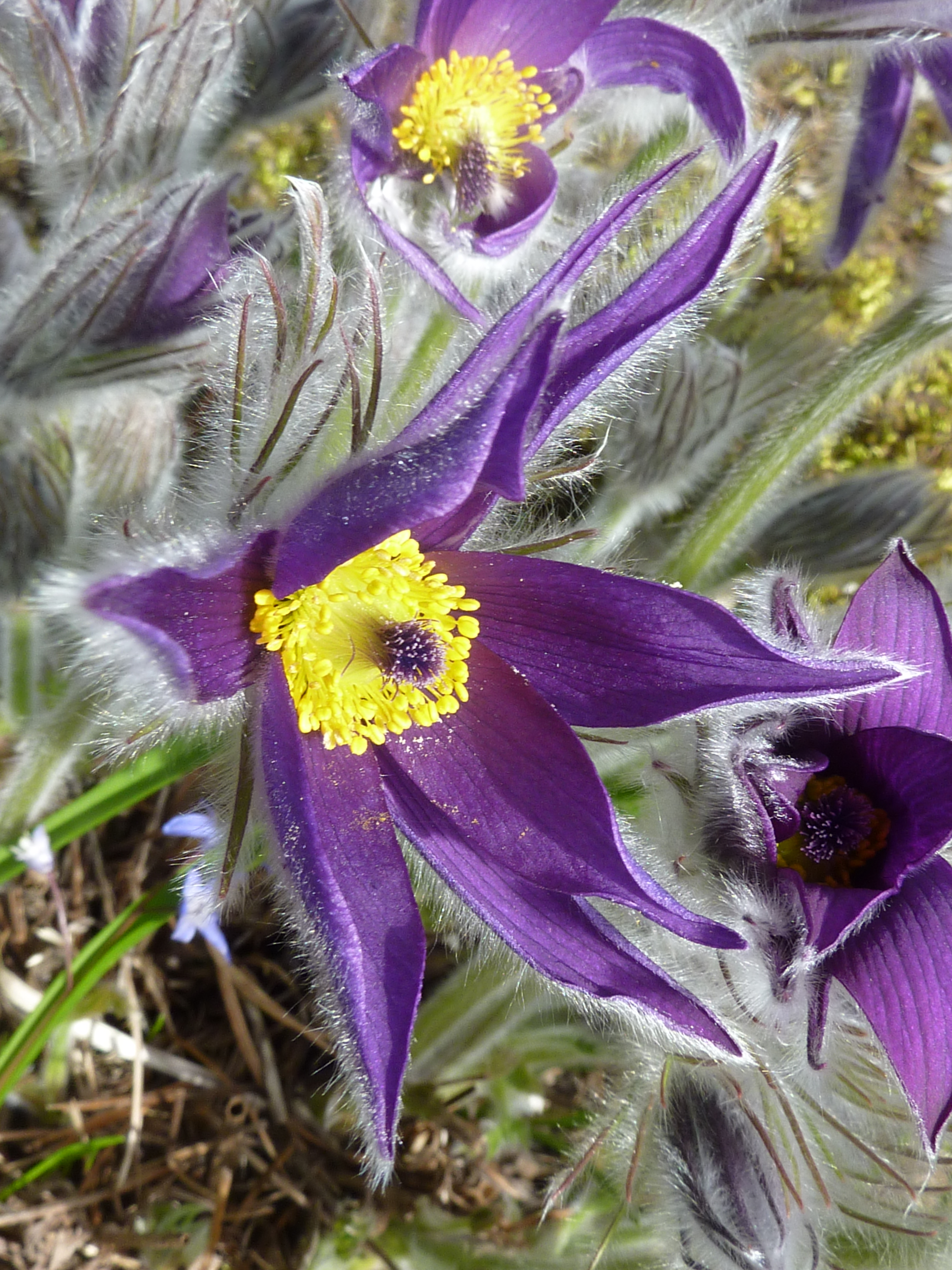
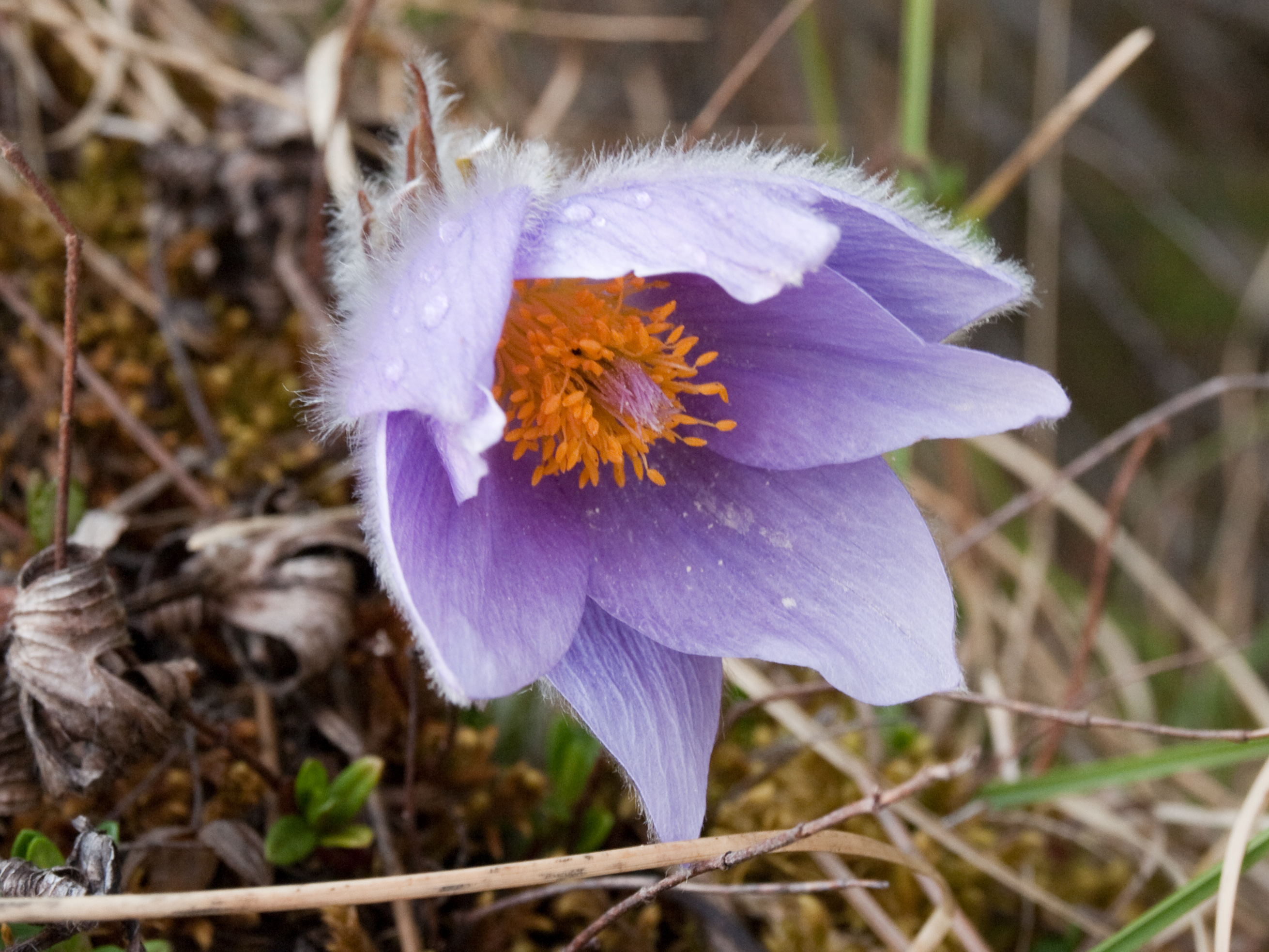